# Рот, Энн
Энн Рот (англ. Ann Roth, род. 30 октября 1931 года) — американская художница по костюмам для фильмов и бродвейского театра.

## Биография
Родилась в городе Хановер, Пенсильвания. Училась в Университете Карнеги — Меллона. Начала свою карьеру в качестве художника-декоратора Питтсбургской оперы.
Получила от Ирен Шарафф предложение ассистировать в работе над костюмами к фильму «Бригадун». Сотрудничество с Ирен Шарафф продолжилось на пять фильмов и пять бродвейских постановок, после этого Энн начала работать самостоятельно.
Работала над более чем сотней фильмов, в том числе «Полуночный ковбой», «Клют», «Деловая девушка», «Силквуд», «Невыносимая лёгкость бытия», «Короли мамбо», «Клетка для пташек», «Основные цвета», «Холодная гора», «Близость», «Обратная сторона правды», «Ложное искушение», «Марго на свадьбе», «Mamma Mia!», «Вечер».

## Сотрудничество
- Майк Николс — «Силквуд», «Ревность», «Билокси Блюз», «Деловая девушка», «Открытки с края бездны», «Что касается Генри», «Волк», «Клетка для пташек», «Основные цвета», «Ангелы в Америке», «Близость»
- Джон Шлезингер — «Полуночный ковбой», «Марафонец», «Район Пасифик-Хайтс»
- Сидни Люмет — «На следующее утро», «Семейное дело», «Вопросы и ответы», «Чужая среди нас»
- Алан Пакула — «Клют», «Вся эта дребедень», «По взаимному согласию»
- Энтони Мингелла — «Английский пациент», «Талантливый мистер Рипли», «Холодная гора»
- Стивен Долдри — «Часы», «Чтец», «Жутко громко и запредельно близко»
- Брайан Де Пальма — «Бритва», «Прокол», «Костёр тщеславия»
- Герберт Росс — «Филин и кошечка», «До свидания, дорогая», «Калифорнийский отель»
- Джордж Рой Хилл — «Мир по Гарпу», «Забавная ферма»
- Ноа Баумбах — «Марго на свадьбе», «Пока мы молоды»
- М. Найт Шьямалан — «Знаки», «Таинственный лес»

## Награды
- 1976 — Премия BAFTA за лучший дизайн костюмов к фильму «День Саранчи[англ.]»
- 1997 — Премия «Оскар» за лучший дизайн костюмов к фильму «Английский пациент»
- 2013 — Премия «Тони» за лучший дизайн костюмов в пьесе «Нэнси»
- 2016 — Премия «Драма Деск» за выдающийся дизайн костюмов к мюзиклу «Shuffle Along»

## Избранная фильмография
- Люди / The Humans (2021)
- Ма Рейни: Мать блюза / Ma Rainey’s Black Bottom (2020)
- Чайка / The Seagull (2018)
- Секретное досье / The Post (2017)
- Единственный живой парень в Нью-Йорке / The Only Living Boy in New York (2017)
- Жёлтые птицы / The Yellow Birds (2017)
- Девушка в поезде / The Girl on the Train (2016)
- Рики и Флэш / Ricki and the Flash (2015)
- Прямой эфир из Линкольн-центра / Live from Lincoln Center (2014)
- Пока мы молоды / While We’re Young (2014)
- Колыбельная / Lullaby (2014)
- Дорога, дорога домой / The Way, Way Back (2013)
- Весенние надежды / Hope Springs (2012)
- Защитник / Safe (2012)
- Жутко громко и запредельно близко / Extremely Loud & Incredibly Close (2011)
- Пингвины мистера Поппера / Mr. Popper’s Penguins (2011)
- Милдред Пирс / Mildred Pierce (2011)
- Ловушка / The Resident (2011)
- Главное — не бояться! / A Little Bit of Heaven (2011)
- Прошлой ночью в Нью-Йорке / Last Night (2010)
- Кроличья нора / Rabbit Hole (2010)
- Джули и Джулия: Готовим счастье по рецепту / Julie & Julia (2009)
- Чтец / The Reader (2008)
- Сомнение / Doubt (2008)
- Мамма Mia! / Mamma Mia! (2008)
- Однажды в Голливуде / What Just Happened (2008)
- Марго на свадьбе / Margot at the Wedding (2007)
- Вечер / Evening (2007)
- Ложное искушение / The Good Shepherd (2006)
- Обратная сторона правды / Freedomland (2006)
- Близость / Closer (2004)
- Таинственный лес / The Village (2004)
- Степфордские жёны / The Stepford Wives (2004)
- Ангелы в Америке / Angels in America (2003)
- Холодная гора / Cold Mountain (2003)
- Часы / The Hours (2002)
- Знаки / Signs (2002)
- В чужом ряду / Changing Lanes (2002)
- Флирт со зверем / Someone like You (2001)
- Эпилог / Wit (2001)
- Найти Форрестера / Finding Forrester (2000)
- С какой ты планеты? / What Planet Are You From (2000)
- Талантливый мистер Рипли / The Talented Mr. Ripley (1999)
- Приезжие / The Out-of-Towners (1999)
- Осада / The Siege (1998)
- Основные цвета / Primary Colors (1998)
- Наследство / Hush (1998)
- Вход и выход / In & Out (1997)
- Английский пациент / The English Patient (1996)
- Клетка для пташек / The Birdcage (1996)
- До и после / Before and After (1996)
- Сабрина / Sabrina (1995)
- Справедливый суд / Just Cause (1995)
- Волк / Wolf (1994)
- Телохранитель Тесс / Guarding Tess (1994)
- Деннис-мучитель / Dennis the Menace (1993)
- По взаимному согласию / Consenting Adults (1992)
- Школьные узы / School Ties (1992)
- Чужая среди нас / A Stranger Among Us (1992)
- Короли мамбо / The Mambo Kings (1992)
- Что касается Генри / Regarding Henry (1991)
- Костёр тщеславия / The Bonfire of the Vanities (1990)
- Район «Пасифик-Хайтс» / Pacific Heights (1990)
- Открытки с края бездны / Postcards from the Edge (1990)
- Вопросы и ответы / Q&A (1990)
- Все в выигрыше / Everybody Wins (1990)
- Семейное дело / Family Business (1989)
- Её алиби / Her Alibi (1989)
- Январский человек / The January Man (1989)
- Деловая девушка / Working Girl (1988)
- Забавная ферма / Funny Farm (1988)
- Билокси Блюз / Biloxi Blues (1988)
- Звёзды и полосы / Stars and Bars (1988)
- Невыносимая лёгкость бытия / The Unbearable Lightness of Being (1988)
- Американский театр / American Playhouse (1987)
- На следующее утро / The Morning After (1986)
- Ревность / Heartburn (1986)
- Сладкие грёзы / Sweet Dreams (1985)
- Макси / Maxie (1985)
- Зазубренное лезвие / Jagged Edge (1985)
- Жена бейсболиста / The Slugger’s Wife (1985)
- Места в сердце / Places in the Heart (1984)
- Мужчина, который любил женщин / The Man Who Loved Women (1983)
- Силквуд / Silkwood (1983)
- Школа выживания / The Survivors (1983)
- Мир по Гарпу / The World According to Garp (1982)
- Вся эта дребедень / Rollover (1981)
- Только когда я смеюсь / Only When I Laugh (1981)
- Хонки-Тонк шоссе / Honky Tonk Freeway (1981)
- С девяти до пяти / 9 to 5 (1980)
- Подержанные сердца / Second-Hand Hearts (1980)
- Бритва / Dressed to Kill (1980)
- Остров / The Island (1980)
- Обещания в темноте / Promises in the Dark (1979)
- Волосы / Hair (1979)
- Нунцио / Nunzio (1978)
- Возвращение домой / Coming Home (1978)
- До свидания, дорогая / The Goodbye Girl (1977)
- Марафонец / Marathon Man (1976)
- Барабан / Drum (1976)
- Независимость / Independence (1976)
- Ужин с убийством / Murder by Death (1976)
- Сара / Sara (1976)
- Сожжённые приношения / Burnt Offerings (1976)
- Велли-Фордж / Valley Forge (1975)
- Счастливая проститутка / The Happy Hooker (1975)
- День Саранчи / The Day of the Locust (1975)
- Мандинго / Mandingo (1975)
- Закон и беспорядок / Law and Disorder (1974)
- Безумный Джо / Crazy Joe (1974)
- Великие представления / Great Performances (1974)
- Бумаги Валачи / The Valachi Papers (1972)
- Клют / Klute (1971)
- Возможно, они великаны / They Might Be Giants (1971)
- В погоне за счастьем / The Pursuit of Happiness (1971)
- Филин и кошечка / The Owl and the Pussycat (1970)
- Люди по соседству / The People Next Door (1970)
- Дженни / Jenny (1970)
- Полуночный ковбой / Midnight Cowboy (1969)
- Сладкий яд / Pretty Poison (1968)
- Сладкий ноябрь / Sweet November (1968)
- Вверх по лестнице, ведущей вниз / Up the Down Staircase (1967)
- Прекрасное безумие / A Fine Madness (1966)
- Мир Генри Ориента / The World of Henry Orient (1964)